# Roland Fantom
O Roland Fantom é a série de teclados da empresa japonesa Roland, criada para de audio profissional.

### Outras empresa
- Korg
- Yamaha

### Outras séries
- Triton
- Motif